# الکساندر کاینز
الکساندر کاینز (انگلیسی: Alexander Callens؛ زادهٔ ۴ مهٔ ۱۹۹۲) بازیکن فوتبال اهل پرو است.
از باشگاه‌هایی که در آن بازی کرده‌است می‌توان به باشگاه فوتبال رئال سوسیداد و باشگاه فوتبال نومانسیا اشاره کرد.
وی همچنین در تیم‌های ملی فوتبال زیر ۲۰ سال پرو و پرو بازی کرده‌است.